# Broken (série de televisão)
Broken é uma série de televisão dramática britânica criada por Jimmy McGovern, e transmitida pela primeira vez na BBC One em 30 de maio de 2017. A série foi dirigida por Ashley Pearce e Noreen Kershaw e estrelada por Sean Bean no papel do Padre Michael Kerrigan.

## Elenco

### Principal
- Sean Bean como Padre Michael Kerrigan
- Adrian Dunbar como Padre Peter Flaherty
- Anna Friel como Christina Fitzsimmons
- Muna Otaru como Helen Oyenusi
- Mark Stanley como PC Andrew Powell
- Aisling Loftus como PC Dawn Morris
- Paula Malcomson como Roz Demichelis
- Ned Dennehy como Karl McKenna
- Danny Sapani como Daniel Martin

### Recorrente
- Clare Calbraith como Mariella Fitzsimmons
- Paul Copley como Joe Kerrigan
- Iain Hoskins como policial
- Vanessa Earl como Beth Kerrigan
- Steve Garti como Eddie Kerrigan
- Jerome Holder como  Vernon Oyenusi
- Lauren Lyle como Chloe Demichelis
- David McClelland como Christopher Kerrigan
- Faye McKeever como Caroline Powell
- Eileen Nicholas como 'Nan' Fitzsimmons
- Naomi Radcliffe como Pauline Pickering
- Sam Rintoul como Michael Kerrigan jovem
- Rochenda Sandall como Jean Reid
- Matthew Wilson como PC Ian Wakefield

## Produção e filmagens
A série foi filmada em Liverpool, embora a cidade não seja mencionada diretamente no programa.  Algumas cenas foram gravadas em trens, o que implica que o padre Michael viaja entre sua paróquia Merseyside e Sheffield. A igreja apresentada é a Igreja de São Francisco Xavier, em Liverpool.

## Prêmios e indicações
Sean Bean ganhou um BAFTA de Melhor Ator em Televisão, enquanto Anna Friel foi indicada para Melhor Atriz Coadjuvante.